# Antonivka, Stavîșce
Antonivka (în ucraineană Антонівка) este o comună în raionul Stavîșce, regiunea Kiev, Ucraina, formată numai din satul de reședință.

## Demografie
Componența lingvistică a comunei Antonivka
     Ucraineană (99,27%)
     Alte limbi (0,73%)
Conform recensământului din 2001, majoritatea populației comunei Antonivka era vorbitoare de ucraineană (99,27%), existând în minoritate și vorbitori de alte limbi.